# Le Boisle
Le Boisle (picardisch: L’Boèle) ist eine nordfranzösische Gemeinde mit 330 Einwohnern (Stand 1. Januar 2022) im Département Somme in der Region Hauts-de-France. Die Gemeinde liegt im Arrondissement Abbeville und ist Teil der Communauté de communes Ponthieu-Marquenterre und des Kantons Rue.

## Geographie
Die Gemeinde liegt am linken (südlichen) Ufer des Authie, der hier die Grenze zum Département Pas-de-Calais bildet, gegenüber von Labroye, rund 8,5 Kilometer ostnordöstlich von Crécy-en-Ponthieu und elf Kilometer südlich von Hesdin. Im Westen gehört zur Gemeinde die Häusergruppe Le Verjolay, im Osten die Gehöfte Moimont und Enconnay. Das Gemeindegebiet liegt im Regionalen Naturpark Baie de Somme Picardie Maritime.

## Einwohner
| 1962 | 1968 | 1975 | 1982 | 1990 | 1999 | 2006 | 2011 |
| ---- | ---- | ---- | ---- | ---- | ---- | ---- | ---- |
| 578  | 566  | 529  | 506  | 455  | 426  | 377  | 388  |

## Sehenswürdigkeiten
- Kirche Saint-Vaast